# Zion I

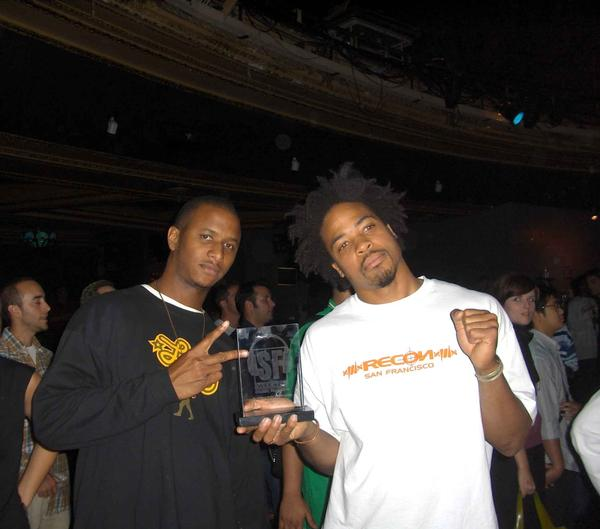
Zion I

Zion I (gesprochen „Zion Eye“) ist der Name eines Hip-Hop-Duos aus Oakland, Kalifornien. Es besteht aus dem MC Zumbi (auch Zion, geboren als Steve Gaines) und dem Produzent und DJ Amp Live (geboren als Anthony Anderson).

## Karriere
Zumbi und Amp Live begegneten sich erstmals 1991 auf einem College in Atlanta und gründeten mit zwei anderen Rappern die Gruppe Metafour. Nachdem die Gruppe bereits kurzzeitig dem Label Tommy Boy Records angehörte, kamen Zion und Amp Live als Duo 1997 bei einem Independent-Label unter, das ein Jahr später ihre erste Single „Inner Light“ veröffentlichte, die ihnen im Underground einen gewissen Bekanntheitsgrad verschaffte.
2000 veröffentlichen sie ihr Debütalbum Mind Over Matter, das Drum-and-Bass-Einflüsse aufweist und vom Magazin The Source als Independent Album of the Year nominiert wurde. Ebenso 2003 der Nachfolger Deep Water Slang V2.0, der ebenfalls sehr futuristisch klingt. Das zwei Jahre später veröffentlichte Album True & Livin klingt dagegen durch die Benutzung diverser Instrumente organischer und vielseitiger. Zudem wirken Talib Kweli, Gift of Gab, Aesop Rock und Del Tha Funkee Homosapien, sowie der Bürgerrechtler Fred Hampton Jr. mit. 2006 erschien exklusiv in Japan Break a Dawn. Im selben Jahr veröffentlichten Zion I zusammen mit The Grouch von den Living Legends das Album Heroes in the City of Dope. Wie auch alle vorherigen Veröffentlichungen bekam es überwiegend positive Kritiken.
Vor ihrem Debütalbum erschienen von Zion I zudem einige EPs und seitdem immer wieder Mixtapes. Auch Soloalben haben Zumbi und Amp Live bereits herausgebracht. 2008 veröffentlichte Amp Live im Internet das ausschließlich aus Samples des Radiohead-Albums In Rainbows bestehende Werk Rainydayz Remixes, auf dem etwa Too Short und Del zu hören sind.
Am 23. Januar 2009 erschien in Deutschland ihr sechstes Album The Take Over.

## Diskografie
- 2000: Mind Over Matter
- 2003: Deep Water Slang V2.0
- 2005: True & Livin
- 2006: Break a Dawn (nur in Japan)
- 2006: Heroes in the City of Dope (mit The Grouch)
- 2009: The Take Over
- 2010: Atomic Clock
- 2011: Hereos in the Healing of the Nation (mit The Grouch)
- 2012: Shadow Boxing